# 望月直樹
望月 直樹（もちづき なおき、1994年1月14日 - ）は、日本の元プロボクサー。神奈川県横浜市緑区出身。横浜光ボクシングジム所属。

## 来歴
小学校から野球を始める。高校2年生秋には東北大会で大谷翔平（2012年のドラフト会議で北海道日本ハムファイターズから1位指名）率いる花巻東高等学校に勝利したことがある。
高校を卒業と同時に野球を辞めてボクシングを始め、横浜光ジムに入門。
2013年11月2日、プロデビュー戦を21秒でTKO勝利した。
2014年9月26日、戦績を5勝(4KO)とし、東日本新人王トーナメント準決勝で仁平宗忍（ワタナベ）に0-3判定負け。初黒星となる。
2015年1月17日、再起戦を70秒でTKO勝利。この試合が評価され、東日本ボクシング協会月間賞選考委員会から1月度月間新鋭賞を受賞した。
2016年3月11日、OPBF東洋太平洋フライ級13位の角本達治(ワタナベ)に3-0判定勝利。この勝利で、日本ランキングとOPBF東洋太平洋ランキング入りを果たした。
2017年3月10日、後にOPBF東洋太平洋王者となる中山佳祐(ワタナベ)と対戦。最終8ラウンドにダウンをとられ0-2判定負けを喫する。
その後2連勝(2KO)で迎えた2018年2月7日、バンコクで IBF世界フライ級7位のエクタワン・クルンテープトンブリが持つIBFパンパシフィックフライ級タイトルに挑戦も0-3の判定負けで王座獲得に失敗した。
2019年2月2日、黒田雅之の王座返上により空位となった日本フライ級王座を中谷潤人と争うも9R23秒TKO負けで王座獲得に失敗した。
2019年6月11日、後楽園ホールでサマートレック・ゴーキャットジムと対戦し、8回3-0（79-73×2、80-72）で判定勝ちを収め、再起に成功した。
2019年10月21日、後楽園ホールでWBOアジアパシフィックフライ級王者の阪下優友とタイトルマッチを行うも、10回1分KO負けを喫し、王座獲得とはならなかった。この試合を最後に引退。

## 戦績
プロボクシング：21戦16勝（8KO）5敗
| 戦           | 日付           | 勝敗 | 時間     | 内容    | 対戦相手                         | 国籍                  | 備考                                        |
| ------------ | -------------- | ---- | -------- | ------- | -------------------------------- | --------------------- | ------------------------------------------- |
| 1            | 2013年11月2日  | 勝利 | 1R 0:21  | TKO     | 織田雄太                         | 日本（角海老）        |                                             |
| 2            | 2014年1月10日  | 勝利 | 2R 2:58  | KO      | 河原隆匡                         | 日本 （E&Jカシアス）  |                                             |
| 3            | 2014年3月28日  | 勝利 | 2R 0:45  | KO      | 宮原鰯                           | 日本 （レイスポーツ） |                                             |
| 4            | 2014年5月8日   | 勝利 | 4R       | 判定2-0 | 岸井宗之                         | 日本 （協栄山神）     |                                             |
| 5            | 2014年7月31日  | 勝利 | 1R 2:04  | TKO     | 本名夕輝                         | 日本 （石神井）       |                                             |
| 6            | 2014年9月26日  | 敗北 | 4R       | 判定0-3 | 仁平宗忍                         | 日本 （ワタナベ）     |                                             |
| 7            | 2015年1月10日  | 勝利 | 1R 1:10  | TKO     | 岡田拓真                         | 日本 （古口）         |                                             |
| 8            | 2015年4月21日  | 勝利 | 6R       | 判定3-0 | 吉岡健一                         | 日本 （国際）         |                                             |
| 9            | 2015年12月2日  | 勝利 | 8R       | 判定3-0 | 渡邉秀行                         | 日本 （郡山）         |                                             |
| 10           | 2016年3月11日  | 勝利 | 8R       | 判定3-0 | 角本達治                         | 日本 （ワタナベ）     |                                             |
| 11           | 2016年6月4日   | 勝利 | 3R 0:30  | TKO     | 太田輝                           | 日本 （五代）         |                                             |
| 12           | 2016年12月6日  | 勝利 | 8R       | 判定3-0 | 阪下優友                         | 日本 （角海老）       |                                             |
| 13           | 2017年3月10日  | 敗北 | 8R       | 判定0-2 | 中山佳祐                         | 日本 （ワタナベ）     |                                             |
| 14           | 2017年9月29日  | 勝利 | 3R 1:37  | TKO     | キットン・サイトーンジム         | タイ                  |                                             |
| 15           | 2017年11月6日  | 勝利 | 1R 2:12  | TKO     | ワエトン・サイトーンジム         | タイ                  |                                             |
| 16           | 2018年2月7日   | 敗北 | 12R      | 判定0-3 | エクタワン・クルンテープトンブリ | タイ                  | IBFパンパシフィックタイトルマッチ           |
| 17           | 2018年5月11日  | 勝利 | 8R       | 判定2-0 | 渡邉秀行                         | 日本 （郡山）         |                                             |
| 18           | 2018年10月22日 | 勝利 | 8R       | 判定2-1 | 藤北誠也                         | 日本 （三迫）         |                                             |
| 19           | 2019年2月2日   | 敗北 | 9R 0:23  | TKO     | 中谷潤人                         | 日本 （M.T）          | 日本フライ級王座決定戦                      |
| 20           | 2019年6月11日  | 勝利 | 8R       | 判定3-0 | サマートレック・ゴーキャットジム | タイ                  |                                             |
| 21           | 2019年10月21日 | 敗北 | 10R 1:00 | KO      | 阪下優友                         | 日本 （角海老）       | WBOアジアパシフィックフライ級タイトルマッチ |
| テンプレート |                |      |          |         |                                  |                       |                                             |

## 参照
https://headlines.yahoo.co.jp/article?a=20181202-00000005-baseballo-base
http://www.minyu-net.com/news/news/FM20190201-347326.php
https://headlines.yahoo.co.jp/hl?a=20190201-00000118-spnannex-fight